# ティテュオス

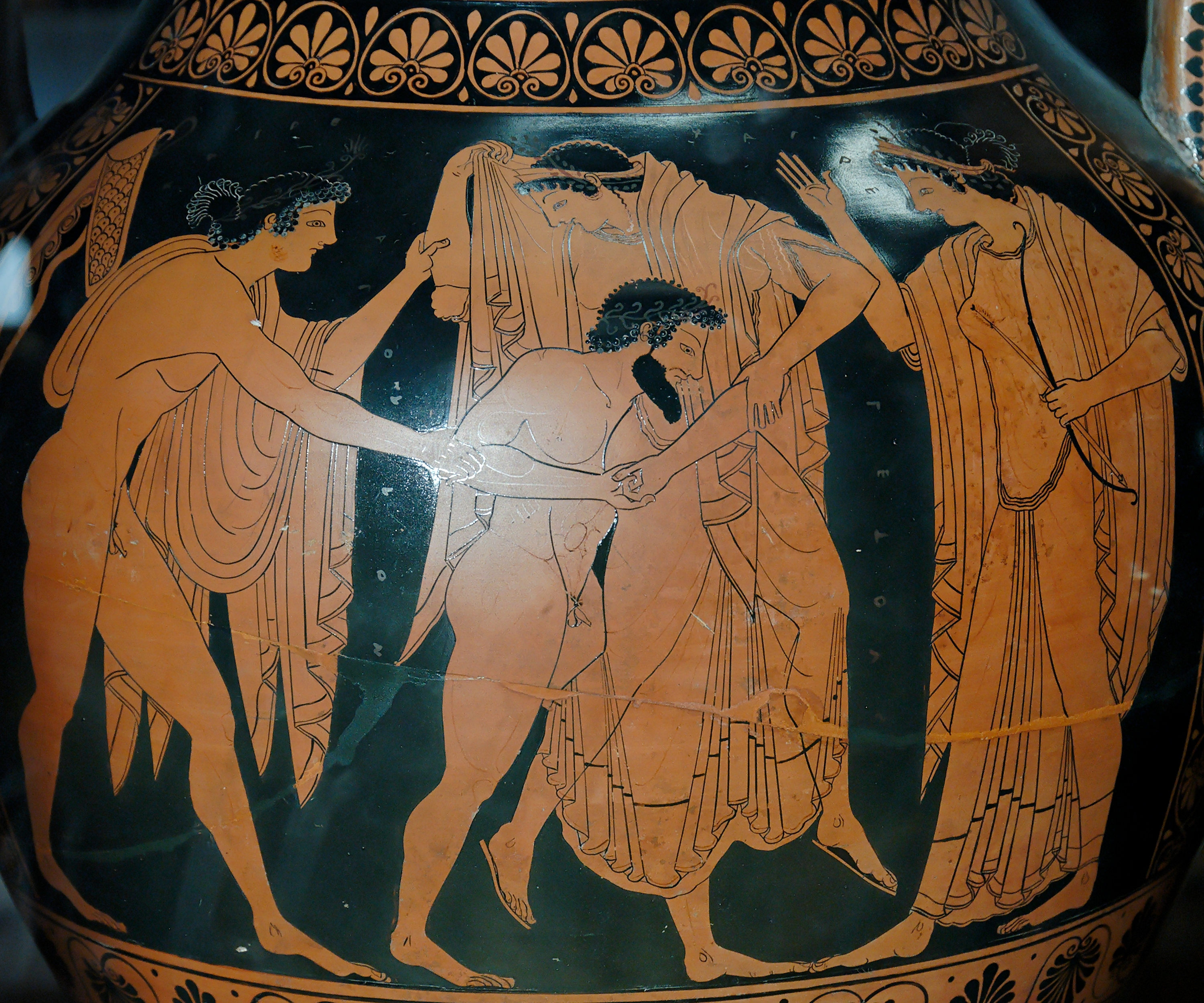
アポローンとアルテミスに阻まれるティテュオス。ルーヴル美術館所蔵。

　ティテュオスの系図
|  |  | オルコメノス |          |          |          |              |              |              |              |              |              |        |        |              |              |              |              |              |              |  |  |
|  |  |              |          |          |          |              |              |              |              |              |              |        |        |              |              |              |              |              |              |  |  |
|  |  | エラレー     | エラレー | エラレー | エラレー | エラレー     | エラレー     |              |              | ゼウス       | ゼウス       | ゼウス | ゼウス | ゼウス       | ゼウス       |              |              |              |              |  |  |
|  |  | エラレー     | エラレー | エラレー | エラレー | エラレー     | エラレー     |              |              | ゼウス       | ゼウス       | ゼウス | ゼウス | ゼウス       | ゼウス       |              |              |              |              |  |  |
|  |  |              |          |          |          |              |              |              |              |              |              |        |        |              |              |              |              |              |              |  |  |
|  |  |              |          |          |          | ティテュオス |              |              |              |              |              |        |        |              |              |              |              |              |              |  |  |
|  |  |              |          |          |          |              |              |              |              |              |              |        |        |              |              |              |              |              |              |  |  |
|  |  |              |          |          |          | エウローペー | エウローペー | エウローペー | エウローペー | エウローペー | エウローペー |        |        | ポセイドーン | ポセイドーン | ポセイドーン | ポセイドーン | ポセイドーン | ポセイドーン |  |  |
|  |  |              |          |          |          | エウローペー | エウローペー | エウローペー | エウローペー | エウローペー | エウローペー |        |        | ポセイドーン | ポセイドーン | ポセイドーン | ポセイドーン | ポセイドーン | ポセイドーン |  |  |
|  |  |              |          |          |          |              |              |              |              |              |              |        |        |              |              |              |              |              |              |  |  |
|  |  |              |          |          |          |              |              |              |              | エウペーモス |              |        |        |              |              |              |              |              |              |  |  |
|  |  |              |          |          |          |              |              |              |              |              |              |        |        |              |              |              |              |              |              |  |  |

ティテュオス（古希: Τιτυός, Tityos）は、ギリシア神話に登場する巨人である。オルコメノス、あるいはミニュアースの娘エラレーとゼウスの子。あるいは大地母神ガイアの子。娘のエウローペーは海神ポセイドーンとの間にエウペーモス（アルゴナウタイの1人）を生んだ。
女神レートーに対する狼藉のために冥府で罰を受けているとされ、その様子が英雄オデュッセウスや、アイネイアースによって目撃されている。

## 神話
ティテュオスは母エラレーの胎内にいたころから巨大な身体の持主で、ゼウスはヘーラーを恐れてエラレーを大地の下に隠し、ティテュオスのみを大地の中から出した。そのため大地によって再び生み出された子といわれる。
一説にティテュオスはヘーラーの命令で、ゼウスの子を身ごもったまま大地を放浪するレートーを襲ったが、ゼウスの雷に撃たれて死んだ。
しかしより一般的な話では、ティテュオスはデルポイに向かうレートーの姿に欲情し、無理やりレートーの手を引いたが、レートーはアポローンとアルテミスに助けを求めたので、ティテュオスは両神の矢によって射殺された。しかし彼を殺したのはアルテミスであるとも、少年神アポローンであるともいわれる。
この行為によってティテュオスは冥府で罰を受けており、身動きできず、巨大な身体を横たえ、2羽のハゲタカがティテュオスの肝臓を喰らっているとされる。ヒュギーヌスによると、彼の肝臓を喰らっているのは1匹の竜で、月が昇ると肝臓は再生するので、罰が永遠に続くという。
ホメーロスは、ラダマンテュスがティテュオスに会いに行くためにエウボイア島まで航海したと述べているが、詳しい伝承は伝えていない。ストラボーンは、エウボイア島の某所にティテュオスの母エラレーの名前にちなんで名づけられたエラリオンと呼ばれる洞窟があり、ティテュオスの英雄廟について教えてくれると述べている。

## ギャラリー

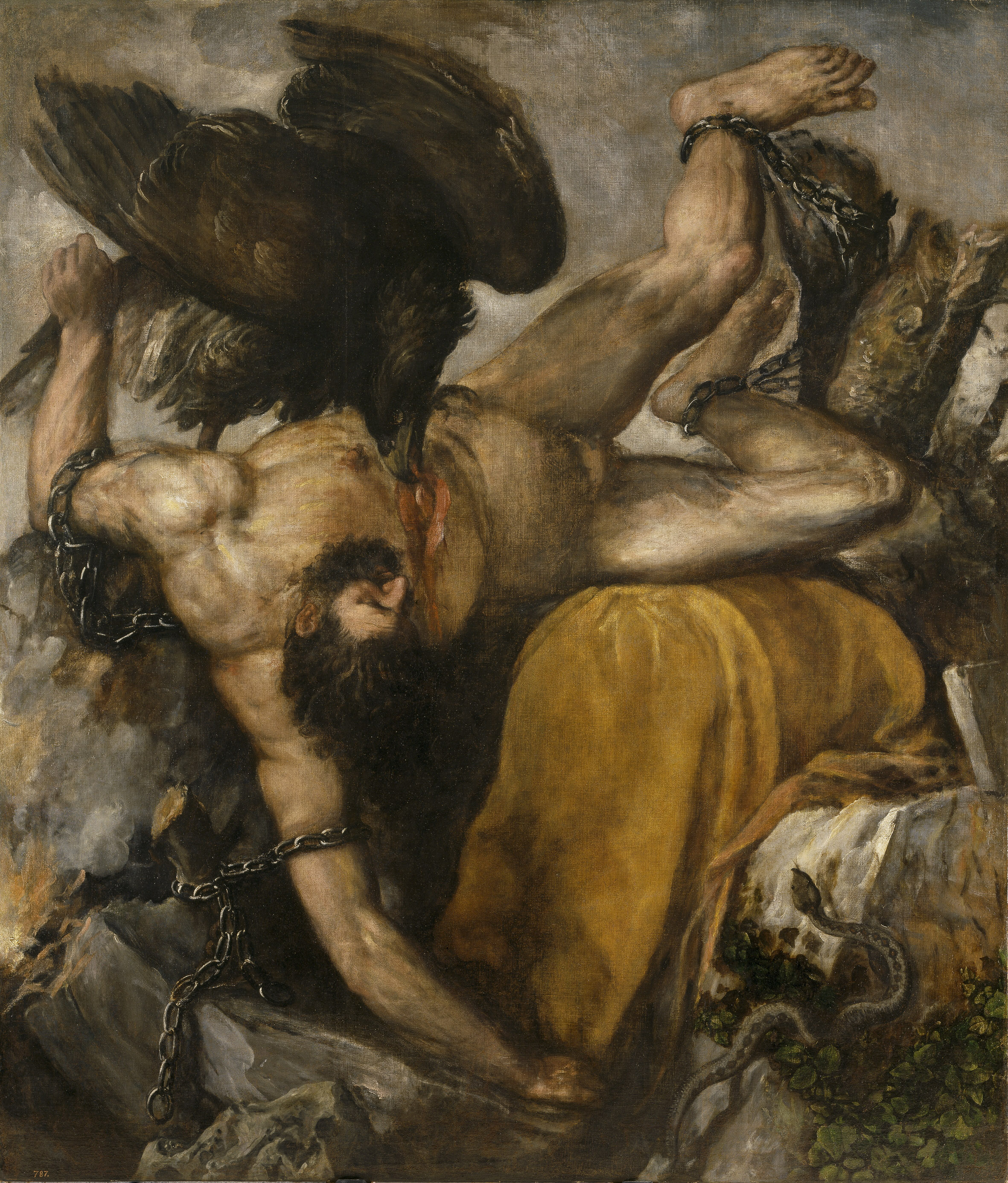
ティツィアーノ・ヴェチェッリオによる絵画『ティテュオス』（1565年頃）。プラド美術館所蔵。

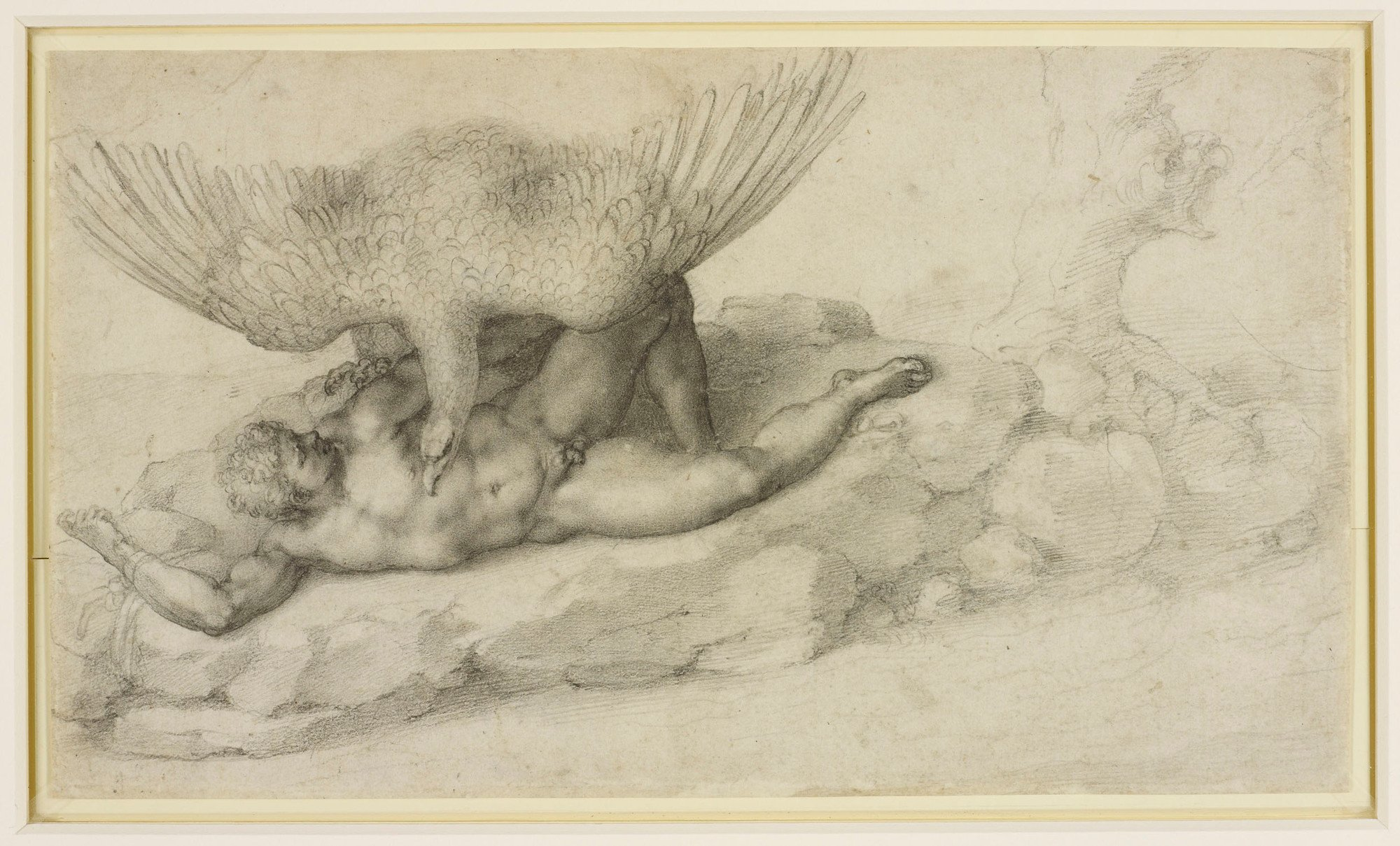
ミケランジェロ・ブオナローティ『ティテュオス』（1533年頃）ウィンザー城王立図書館所蔵
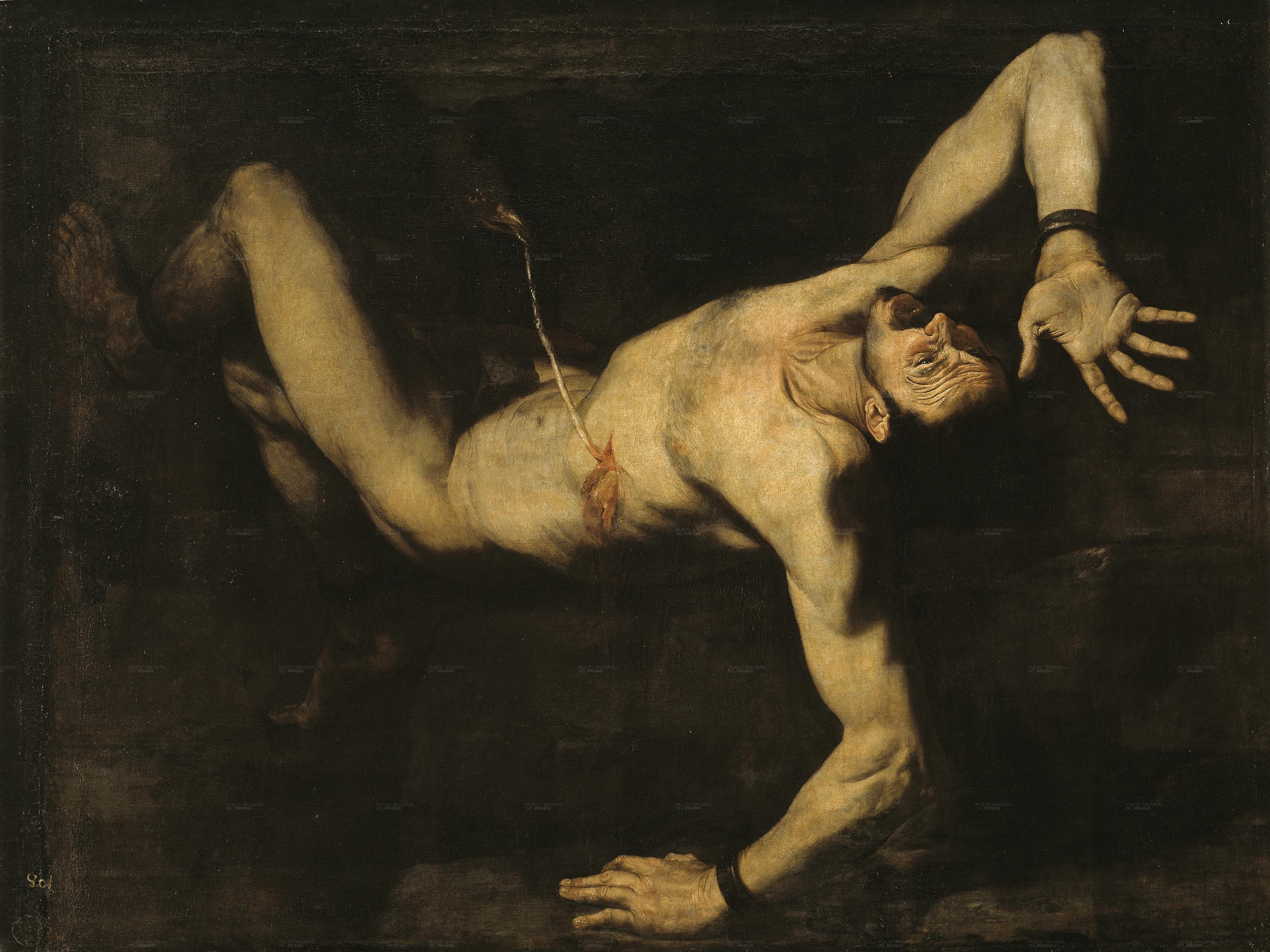
ホセ・デ・リベーラ『ティテュオス』（1632年）プラド美術館所蔵
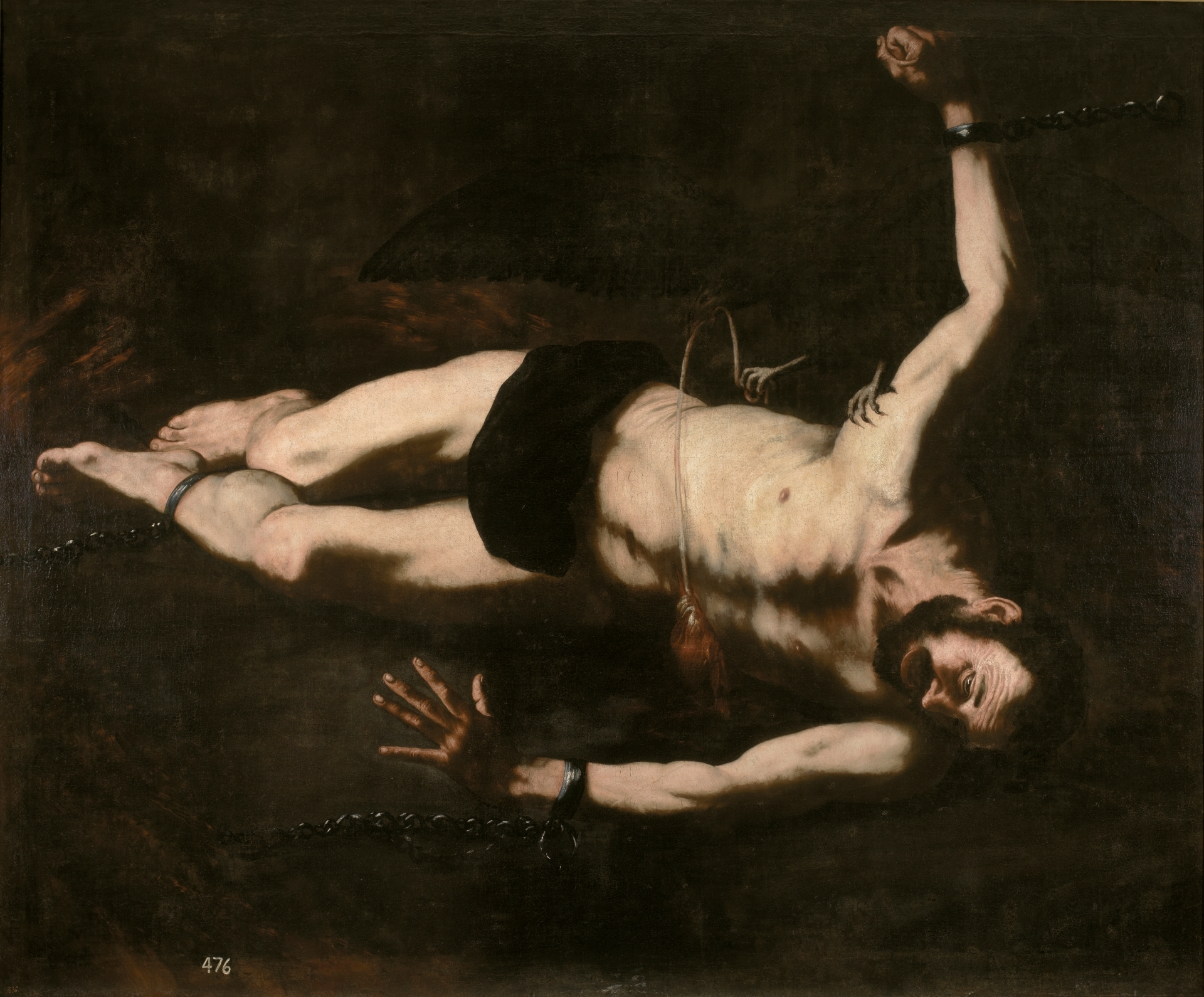
ホセ・デ・リベーラ『ティテュオス』（17世紀）プラド美術館所蔵